# Margie Goldstein-Engle
Margie Goldstein-Engle est une cavalière de saut d'obstacles américaine née le 31 mars 1958 à Wellington (Floride). 

## Palmarès mondial
- 2006 : médaille d'argent par équipe aux Jeux équestres mondiaux d'Aix-la-Chapelle avec Hidden creek's.